# Bridgman
Bridgman é uma cidade localizada no estado americano de Michigan, no Condado de Berrien.

## Demografia
Segundo o censo americano de 2000, a sua população era de 2428 habitantes. 
Em 2006, foi estimada uma população de 2428, um aumento de 0 (0.0%).

## Geografia
De acordo com o United States Census Bureau tem uma área de 
7,6 km², dos quais 7,6 km² cobertos por terra e 0,0 km² cobertos por água. Bridgman localiza-se a aproximadamente 199 m acima do nível do mar.

## Localidades na vizinhança
O diagrama seguinte representa as localidades num raio de 16 km ao redor de Bridgman. 